# Lucas Alario
Lucas Nicolás Alario (* 8. října 1992 Tostado) je argentinský profesionální fotbalista, který hraje na pozici útočníka za německý klub Eintracht Frankfurt a za argentinský národní tým.

## Reprezentační kariéra
V reprezentačním A-mužstvu Argentiny debutoval v roce 2016.